# Еспириту Санто
 Еспириту Санто  је највеће острво у Вануатуу, има површину од 3 955,5 km². Највећи град је Луганвил на југоисточној страни острва, који је други највећи град у Вануатуу. Највиши врх острва и Вануатуа је Табвемасана са 1.879 метара. Острво је у покрајини Санма.